# グル

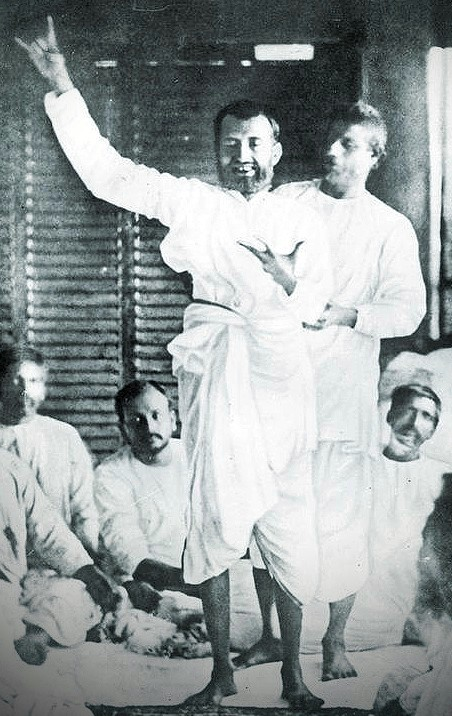
トランス状態に入るラーマクリシュナ（真ん中の人物）

グル（サンスクリット: गुरु,guru、巴: garu, guru）は、インド社会における「師」への尊称である。

## 概要
サンスクリット、パーリ語で「師」「指導者」「教師」「尊敬すべき人物」「尊師」などを意味する単語。もともとサンスクリットで「重い」「重々しい、
荘重な」という意味をあらわす形容詞で、「重んじるべき方」という意味になり、師や指導者を指す。密教では「導師」などのことを指す。他には「上師」などとも訳される。
師匠であるグルに対して弟子のことをシシャ（シシュヤ、梵: śiṣya、巴: sissa）あるいはチェラという。
インドにはグルと弟子の伝統がある。弟子はグルに絶対的に帰依・服従し、こうした関係のなかで教えを受け宗教的な覚醒を目指す。この関係は宗教的な領域だけでなく、音楽や踊りなどの芸能、学者の間でも形成されるものである。
グルは弟子個人との濃密な師弟関係を形成する一方で、バクタ（信徒集団）と広い信仰関係を結ぶ。村落社会で生きる多くのインド人にとっては、こちらの関係性の方が重要である。

### 村落社会におけるグルと信者の関係
南インドの農村社会を研究する池亀彩によると、南インドの農村社会におけるグルは、村人の話を聞き、彼らの生活に直結した活動を行っている。それは、伝統的な非公式の裁判所ニヤーヤ・ピータで、違法だが農民カーストで少なくない重婚といった法の外の揉め事の裁判官を務め、地元の鉱山会社への村人たちの訴えや、交通の便の改善のための政治家への訴えを仲介するなどし、農村地域をひっきりなしに回り、地元の有力農民が開催する様々なイベントに招かれて物語や叙事詩を引用し社会倫理を語るといったものである。このように農村社会でグルが果たす役割は多様かつ重要で、グルがいるかどうかは、村人にとって時に死活問題となるという。こうしたグルは、旧不可触民で今はダリトを自称する低カーストの人々の集団にもいる。
池亀彩は、「インドの農村社会で活躍しているグルたちは、なかなか動かない政府や遥かかなたの国際社会と農民とをつなぐ媒介者である。彼らがいるおかげで、紙の上では認可されている灌漑プロジェクトが動き出したり、国際NGOからの資金によって電気の通らないダリトの家々にソーラーランプが持ち込まれたりする。延々と書類だけが回され、一つの部署から次の部署へ進む度に賄賂が要求されるインド行政の障壁を乗り越えて、州首相に直接電話をかけ、時には脅すことまでして、プロジェクトを進める。こうしたグルの手腕そのものが信者からのさらなる信用・信頼（nambike）を生むのである。」と述べており、こうしたグルの活躍を見て、それまでグルを持たなかった低カーストの人々は、増院やアシュラムで訓練を積んだそのカースト出身の若いグルを自分たちの「カースト・グル」として担ぎ出している。多くの人々は、政治家は親族がいるために必然的に腐敗するが、グルは出家者であるために腐敗せず、純粋な公僕になりえると考えているという。
グルと信者たちの関係において、信者たちは一定の自己決定権を手放し、グルにその意思決定を委ねる。親族関係を超越したグルによって様々な問題が解決され、恩恵を受ける。グルは地域の権威者であり、グルに反すると地域社会で生きていけなくなるので、人々は汚職に浸かりきった警察は恐れないというが、グルには恐れを抱いている。

## シク教のグル
シク教では、教祖のグル・ナーナクからグル・ゴービンド・シングまでの10人のグルに教えが継承された。シク教の教典である『グル・グラント・サーヒブ』は、11番めにして永遠のグルとされる。

## その他の宗教における用法
欧米ではニューエイジ系カルト団体指導者がグルを名乗った。日本ではオウム真理教教祖の麻原彰晃がホーリーネームでマハー・グル・アサハラと名乗り、信者からも尊称としてグルと呼ばれていた。
バクティ・ヨーガにおけるグルは、弟子にとって神の化身ともいえる存在であり、信仰の対象である。グルは自身の霊力を愛という形で弟子に注ぎ、弟子はグルに意識を集中させることにより自己の霊性を向上させる。師弟の信頼により支えられたこの関係において、弟子はグルの指示・指令を実践することによりグルの期待に応えるのである。

## 他言語による借用
サンスクリットのグルを語源として、教師のことをタイ語で ครู (khruu)、マレー語・インドネシア語で Guru という。米国メディアなどでは、ある種のカリスマ性を持って健康法などを指導する人物を「グールー」(英: guru)という。これはヒッピー文化を通して広まった用法とされる。

## 他の用法
コンピュータ関連の俗語では、特定の技術開発分野で牽引役となっている「伝説級の技術者」を指す。
一部のソフトウェアでは、回復不可能なエラーをGuru Meditation（グルの瞑想）という。

## ヒンドゥー教・ヒンドゥー教系新宗教の著名なグル
- ラーマクリシュナ
- ヴィヴェーカーナンダ
- オーロビンド・ゴーシュ
- ラマナ・マハルシ
- パラマハンサ・ヨガナンダ
- パイロットババ（英語版）
- マハリシ・マヘーシュ・ヨーギー
- バグワン・シュリ・ラジニーシ
- サティヤ・サイ・ババ
- シュリ・チンモイ
- シュリ・シュリ・ラビ・シャンカール